# ماریا ساوینووا
ماریا ساوینووا (به روسی: Мария Сергеевна Савинова، زاده۱۳ اوت ۱۹۸۵) ورزشکار روس در رشته دو ۸۰۰ متراست. او بیشتر به خاطر بردن مدال طلا در بازی‌های المپیک لندن در سال ۲۰۱۲ و مسابقات جهانی۲۰۱۱ در دئگو کره جنوبی شناخته شده است.

## حرفه
ساوینووا در چلیابینسک به دنیا آمد. در سال۲۰۰۹ در مسابقات داخل سالن اروپا در دو ۸۰۰ متر و یک سال بعد در مسابقات جهانی داخل سالن (و همچنین ۸۰۰ متر) قهرمان شد.

## رکورد
| سال           | مسابقه                              | محل برگزاری        | مقام          | رویداد        | توضیحات       |
| نماینده روسیه | نماینده روسیه                       | نماینده روسیه      | نماینده روسیه | نماینده روسیه | نماینده روسیه |
| ------------- | ----------------------------------- | ------------------ | ------------- | ------------- | ------------- |
| ۲۰۰۸          | مسابقات جهانی داخل سالن             | والنسیا، اسپانیا   | (شانزدهم)     | ۸۰۰ متر       | ۲:۰۶٫۷۲       |
| ۲۰۰۹          | ۲۰۰۹ مسابقات داخل سالن زنان اروپایی | تورین، ایتالیا     | اول           | ۸۰۰ متر       | ۱:۵۸٫۱۰       |
| ۲۰۰۹          | مسابقات جهانی                       | برلین،آلمان        | پنجم          | ۸۰۰ متر       | ۱:۵۸٫۶۸       |
| ۲۰۱۰          | ۲۰۱۰ مسابقات جهانی داخل سالن زنان   | دوحه، قطر          | اول           | ۸۰۰ متر       | ۱:۵۸٫۲۶       |
| ۲۰۱۰          | مسابقات اروپایی                     | بارسلونا، اسپانیا  | اول           | ۸۰۰ متر       | ۱:۵۸٫۲۲       |
| ۲۰۱۰          | جام قاره‌ای                          | اسپیلت، کرواسی     | سوم           | ۸۰۰ متر       | ۱:۵۸٫۲۷       |
| ۲۰۱۱          | مسابقات جهانی                       | دئگو، کره جنوبی    | اول           | ۸۰۰ متر       | ۱:۵۵٫۸۷       |
| ۲۰۱۲          | بازیهای المپیک                      | لندن، ایالات متحده | اول           | ۸۰۰ متر       | ۱:۵۶٫۱۹       |
| ۲۰۱۳          | مسابقات جهانی                       | مسکو، روسیه        | دوم           | ۸۰۰ متر       | ۱:۵۷٫۸۰       |

## اتهام دوپینگ
در نوامبر ۲۰۱۵ ساوینووایکی از دوندگان روس بود که سازمان جهانی مبارزه با دوپینگ به خاطر دوپینگ در مسابقات المپیک لندن به همراه اکترینا پویگسوتووا
مادام‌العمر از شرکت در مسابقات محروم شد.